# Nishinakasuji-dōri
Pour les articles homonymes, voir Nakasuji.
Le Nishinakasuji-dōri (西中筋通, Nishinakasuji-dōri) est une voie du centre-sud de Kyoto, dans l'arrondissement de Shimogyō. Elle commence au Rokujō-dōri (ja) et termine au Hanayachō-dōri (ja). Elle était anciennement beaucoup plus longue, terminant à Shimouonotana-dōri, mais cette partie au sud est fusionnée au Horikawa-dōri (ja) durant la Seconde Guerre mondiale.

## Description

### Situation
Le Nishinakasuji-dōri est une rue du centre de l'arrondissement Shimogyō. Elle se trouve entièrement dans le quartier de Sumiyoshi-chō (住吉町),. La rue commence au Rokujō-dōri (ja) (六条通) et termine au Hanayachō-dōri (ja) (花屋町通), dans section Shin'hanayachō-dōri (新花屋町通),. Elle suit l'Aburanokōji-dōri (ja) (油小路通) à l'est et précède Horikawa-dōri (ja) (堀川通) à l'ouest.
Aucun sens de la circulation n'est indiqué. La rue fait environ 100 mètres de long.

### Voies rencontrées
Du nord au sud, en sens unique. Les voies rencontrées de la droite sont mentionnées par (d), tandis que celles rencontrées de la gauche, par (g). Seules les rues ayant un nom sont listées.
1. Rokujō-dōri (ja) (六条通)[3]
2. Hanayachō-dōri (ja) (花屋町通)[3]

### Transports en commun
Les bus du réseau d'autobus de Kyoto (ja) ne passent par sur la rue. L' arrêt le plus proche de la rue est Nishi Hongan-ji mae (西本願寺前, lignes 9, 28, 75), au carrefour de Hanayachō et Horikawa.

## Odonymie
Le nom « Nishinakasuji » (西中筋) signifie « voie (筋) centrale (中) de l'ouest (西) » et fait référence à son insertion entre les voies déjà existantes de Samegai-dōri et Aburanokōji-dōri, et l'utilisation du point cardinal « ouest » est dû à l'existence d'une autre rue créée en même temps à l'est d'Aburanokōji-dōri, Higashinakasuji-dōri (東中筋通), littéralement « voie centrale de l'est ».
On trouve plusieurs plaques de rue placées par l'entreprise pharmaceutique Morishita Jintan (ja) (森下仁丹), ou simplement « Jintan » dans un geste commercial durant le premier quart du XXe siècle et qui reprennent le nom de la rue, notamment au carrefour de Kitakōji et de Horikawa, et de Shōmen et de Horikawa,, même si Nishinakasuji-dōri n'existe plus dans ces sections. On retrouve aussi des plaques de rues posées par Lions Clubs, notamment au carrefour de Kyūhanayachō et de Horikawa, ainsi qu'au carrefour de Nishinakasuji et Rokujō.
Même après la fusion de Nishinakasuji-dōri et de Horikawa-dōri, plusieurs commerces maintenant sur Horikawa-dōri ont décidé de garder le nom de Nishinakasuji-dōri dans leur adresse.

## Histoire
Nishinakasuji-dōri n'existait pas à la création de la capitale impériale en 794, et apparaît avant 1892, insérée entre Samegai-dōri (醒ヶ井通) et Aburanokōji-dōri. Elle s'étendait alors sur 550 mètres de Rokujō-dōri jusqu'à Shimouonotana-dōri (下魚棚通) au sud, en passant par Hanayachō-dōri (ja), maintenant Kyūhanayachō-dōri (旧花屋町通), Shōmen-dōri (ja) (正面通), Kitakōji-dōri (ja) (北小路通) et Shichijō-dōri (ja) (七条通). Durant l'ère Meiji, entre 1892 et 1912, les maisons du côté ouest de la rue entre Hanayachō et Shōmen sont démolies pour créer un espace pare-feu devant le temple Nishi-Hongan-ji,. Durant, la Seconde Guerre mondiale, plusieurs résidences additionnelles sur la rue sont évacuées et démolies pour distancer les quartiers en cas d'incendie suivant les bombardements alliés,. Ce processus s'étale en quatre phases, la troisième se déroulant en mars 1945, mais la guerre se termine avant le début de la quatrième phase prévue en août 1945,. Les démolitions ont laissé plusieurs quartiers délabrés et il est décidé d'utiliser ces espaces vides pour élargir et allonger Horikawa-dōri et la transformer en boulevard entre Kuramaguchi-dōri et Shichijō-dōri, au lieu de restituer les terrains comme d'autres villes l'ont fait,. Ainsi, en mars 1953 le nouvel Horikawa-dōri englouti la partie sud de Samegai-dōri et dû à une déviation nécessaire en passant du côté est du Nishi-Hongan-ji, la majeure partie de Nishinakasuji-dōri disparaît aussi, devenant le trottoir est du nouveau boulevard,,,. Une courte partie a fini par susbsister entre Rokujō-dōri et le Shin'hanayachō-dōri nouvellement créé.

## Patrimoine et lieux d'intérêt

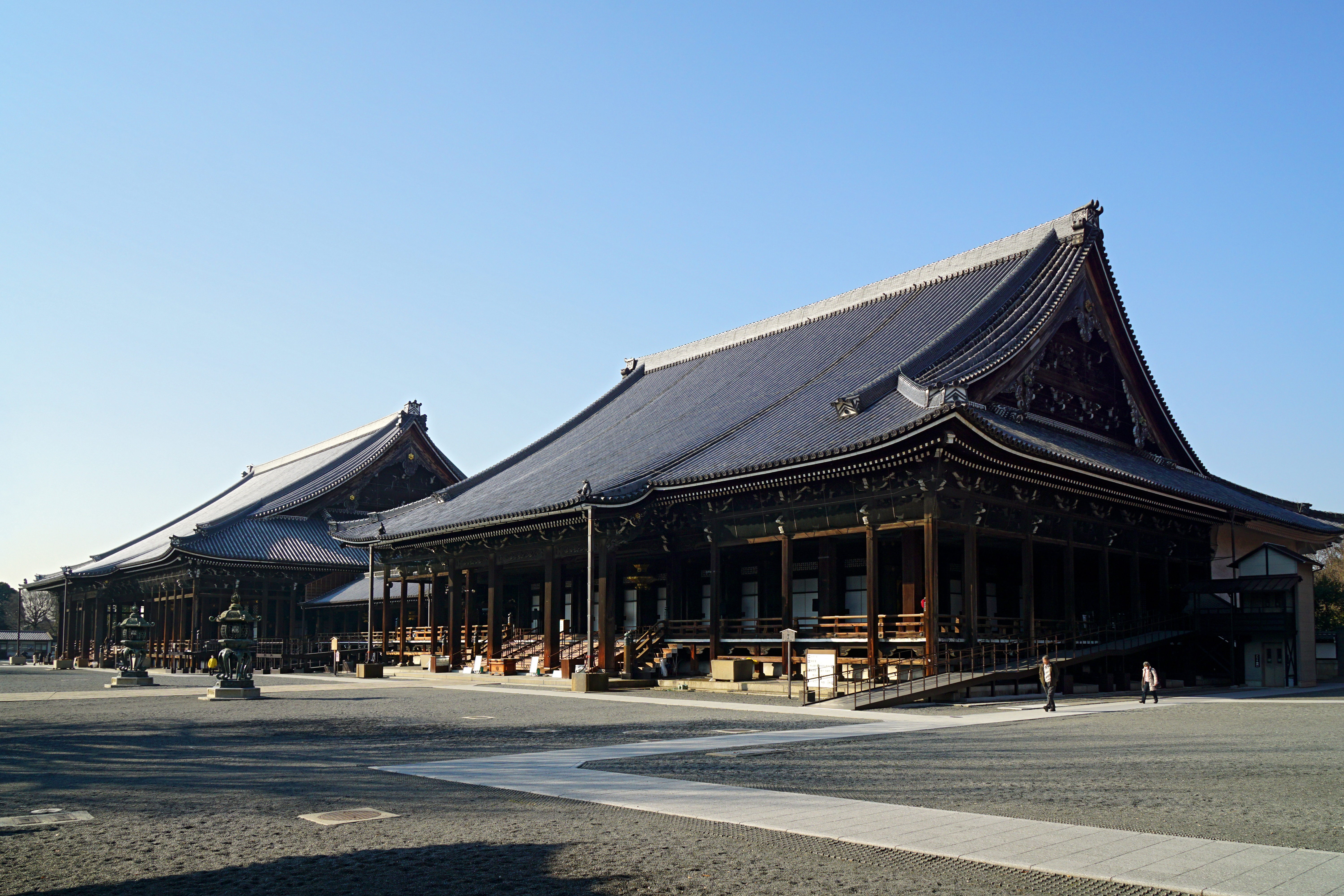
Amida-dō du temple Nishi-Hongan-ji.

Plusieurs petits temples se trouvent sur la rue. Au nord, au carrefour avec Rokujō se trouve le temple Kōon-ji (光恩寺), fondé en décembre 1633. Le prochain temple sur la rue est le Keishō-ji (慶證寺), fondé orignellement à Osaka, puis déplacé en 1591 et refondé à son lieu actuel en décembre 1596. S'y trouve ensuite le Zenren-ji (善蓮寺). Au nord, sur Rokujō, au carrefour avec Nishinakasuji se trouve le temple Tokushō-ji (徳成寺).
On retrouve au sud de la rue le grand complexe du temple Nishi-Hongan-ji.